# Wprowadzenie do sprawozdania finansowego
Wprowadzenie do sprawozdania finansowego - jest jednym z dwóch elementów informacji dodatkowej. Zgodnie z art. 48 ust. 1 ustawy o rachunkowości (ustawa z dnia 9 września 1994 r. o rachunkowości (Dz.U. z 2021 r. poz. 217)) wprowadzenie do sprawozdania finansowego powinno zawierać:
1. opis przyjętych zasad (polityki) rachunkowości, w tym metod wyceny i sporządzania finansowego w zakresie, w jakim ustawa pozostawia jednostce prawo do wyboru;
2. przedstawienie przyczyn i skutków ich ewentualnych zmian w stosunku do roku poprzedzającego.

A zatem wprowadzenie do sprawozdania finansowego zawiera między innymi takie dane jak:
- nazwa, siedziba, podstawowy cel działalności firmy,
- czas trwania działalności,
- zakres sprawozdania,
- wskazanie do kontynuacji działania,
- okres sprawozdawczy, oraz
- przyjętą politykę rachunkowości.